# August Tretow
August Theodor Peterson Tretow, född 15 augusti 1840 i Härslövs församling, Malmöhus län, död 30 maj 1924 i Karlshamn, var en svensk präst. 
Tretow blev student vid Lunds universitet 1859 och prästvigdes 1866. Han var tillförordnad legationspredikant och vice pastor vid svenska församlingen i London 1868 och 1873, blev stadskomminister i Landskrona församling 1874, kyrkoherde i Visseltofta församling 1877, kyrkoherde i Jämshögs församling 1887, kyrkoherde i Karlshamns församling 1896, predikant vid kronohäktet där 1896 och inspektor vid lägre allmänna läroverket där 1896. Han utgav predikningar.
Han var gift med Ellen Tretow och far till Erik Tretow.